# Raión de Hoscha
Hoscha (en ucraniano: Гощанський район) fue un raión o distrito de Ucrania en el óblast de Rivne. En la reforma territorial de 2020, su territorio fue incluido en el raión de Rivne.
Comprendía una superficie de 692 km².
La capital era el asentamiento de tipo urbano de Hoscha.

## Demografía
Según estimación en el año 2010 contaba con una población total de 36349 habitantes.

## Otros datos
El código KOATUU es 5621200000. El código postal 35400 y el prefijo telefónico +380 3650.